# Chiesa di San Michele (Cortemilia)
La chiesa di San Michele  è la parrocchiale di Cortemilia  nella provincia di Cuneo in Piemonte. Appartiene alla diocesi di Alba, e risale al XII secolo.